# Olimp de Frígia
Olimp de Frígia (en llatí Olympus, en grec antic Ολυμπος) fou un músic històric grec que potser pertanyia a una família de músics, ja que era un suposat descendent del mític Olimp el Vell.
Plutarc li atribueix l'honor de ser el pare de la música grega, i el situa abans de Terpandre. Suides el situa com a contemporani del rei Mides, però no diu de quin dels reis d'aquest nom. El més probable és que fos posterior a Terpandre, vers la segona meitat del segle VII aC. Va exportar a Grècia la música de flauta abans pròpia de Frígia. Se li atribueix la invenció d'alguns tons i en general inventor de ritmes.